# نیروگاه برق لا ژوردانی
نیروگاه برق لا ژوردانی (به فرانسوی: Barrage de la Jourdanie) یک سد و منطقهٔ مسکونی در فرانسه است که در Broquiès, Aveyron واقع شده‌است.